# Дусе, Сюзанна
Сюзанна Дусе (родилась 27 августа 1944 года, Тюбинген, Германия) — немецкая художница, композитор в жанре нью-эйдж, музыкальная исполнительница и продюсер. Живёт и работает в США с 1983 года. До переезда была известной певицей, автором песен, актрисой и телеведущей в Германии и Швейцарии. Организовала первую музыкальную конференцию New Age в Лос-Анджелесе в 1989 году. Её песня на немецком языке «Bunter Drachen» («Пёстрый воздушный змей») прозвучала в фильме Гая Ричи «Агенты А.Н.К.Л.» (2015) В 2020 Fact Magazine поставил альбом Сюзанны Reflecting Light vol. 1 1983 года на 4 место среди 20 лучших альбомов в жанре New Age всех времен.

## Биография
Сюзанна училась в школе в Мерсбурге, Франкфурте, Франкфурте, Гейдельберге, Гамбурге, Мюнхене (колледж) и Париже (университет). Её мать и бабушка — обе носившие имя Хелен фон Мюнххофен — были актрисами. Её бабушка сыграла роль в историческом немом фильме «Метрополис» режиссёра Фрица Ланга. Отец Сюзанны доктор Фридрих-Вильгельм Дусе был учеником известного психолога Карла Густава Юнга и известным в Германии автором более 40 книг по парапсихологии и другим темам.
Прежде чем Сюзанна начала свою карьеру в индустрии развлечений, она работала дизайнером и художником в Асконе (Швейцария). Переехала в Мюнхен в 1962 году и училась в Сорбонне в Париже в 1963 году. Сыграла главную роль в театральной комедии «Двери хлопают» в Штутгарте в 1963 году, благодаря которой завязала контакт с компанией звукозаписи Metronome. Впервые появилась на телевидении в прямом эфире в телешоу «Familienparty» в Гамбурге в 1963 году на канале NDR. Её первым хитом стала немецкая версия песни «Be my Baby» (The Ronnettes) (Sei mein Baby) 1964 года и «Das geht doch keinen etwas an». Затем последовали девять альбомов и 37 синглов, включая Cashbox «Best Bets» (Swansong), записанный Bee Gees на американском Liberty Records.
Сюзанна является соучредителем и генеральным директором Only New Age Music, Inc. и newagemusic.com, а также часто выступает и записывается во многих странах мира, также вела в прайм-тайм телепередачу «Pop Show», гостями которой были группы Yes, Bee Gees, Grateful Dead, Кейт Эмерсон и Дэвид Боуи.
Сыграла роли во многих телевизионных спектаклях и телевизионных мюзиклах с такими актёрами, как Томас Фрич, Ханс Кларин, Марианна Хоппе, Райнер Вернер Фассбиндер и Улли Ломмель. Написала песни для Удо Юргенса, Венче Мюре, Мирей Матье, Марго Вернер, а также с Кристианом Бруном (GEMA) и Аби Офаримом. Также написала музыку для телевизионных спектаклей «Alle hatten sich abgewandt» и «Lieber Erwin», поставленных режиссёром Томасом Фантлом.
Была замужем за актёром Рафаэлем Вильчеком, и в 1976 году у них родилась дочь (Наташа Вильчек). Сюзанна переехала в Лос-Анджелес в 1983 году после развода с Рафаэлем. Вместе со своим новым американским мужем Джеймсом Беллом Сюзанна владела и управляла специализированной аудиогалереей «Only New Age Music» в Западном Голливуде.
Дусе основала International New Age Music Network в 1987 году. Она продюсировала и руководила тремя международными конференциями и первым музыкальным фестивалем New Age / World в Wiltern Theatre (с участием таких артистов, как Пол Хорн, Стивен Халперн, Тим Уитер, Джей Уттал и др.) - Сюзанна открыла сеть New Age Music Network в 2008 году по адресу https://newagemusik.ning.com

## Дискография
В Германии
- Schenk mir einen Tag mit viel Amore (1963)
- Das Geht Doch Keinen Etwas An (1964)
- Okay — Ich Geh (1965)
- So Long, So Long (1966)
- Das Steht In Keinem Schulbuch
- Glück Und Liebe (1967)
- Rot Wie Rubin (1966)
- Suzanne Doucet International (1968)
- In Essig und Oel (1973)
- Reisefieber (1979)
- Koerper und Chakra Meditation(1980)

В США
- Transformation (1982)
- Transmission (1983)
- Reflecting Light Vol.1 (1983)
- Reflecting Light (1984)
- The Voyage Beyond (1986)
- Brilliance (1984)
- Shasta — Sacred Mountain (2004)
- Tantra Zone (2004)
- The Om sound (2005)
- Resonance (2001)
- As It Is Now (2005)
- Sounds of Nature Sampler (1998)
- Tranquility Sampler (1999)
- Ocean Waves (1998)
- Rainstorms (1998)
- Mountain Ranch (1998)
- Desert Oasis (1998)
- Thunderstorm & Rain (1998)
- Bubbling Creek (1998)
- Pine Forest (1998)
- The River (1998)
- Southern Swamp (1998)
- At the Lake (1998)
- Rainforest (1998)
- Night in the Canyon (1998)
- Summer Nights (1998)
- Song of the Whales (1998)
- Forest Morning (1998)
- A Walk at the Beach (1998)
- Wetlands (1998)
- Dancing Waves (1999)
- Bayou Plaisance (1999)
- Forever Rain (1999)
- River of Life (1999)
- Tijuca Falls (1999)
- Secret Lake (1999)
- Malibu Beach (1999)
- Deep Thunder (1999)
- Cypress Magic (1999)
- Enchanted Rainforest (1999)
- Moonlight in the Canyon (1999)
- Desert Dreams (1999)
- Sacred Forest (1999)
- Cosmic Night (1999)
- Morning in the Forest(1999)
- Thunder over Shasta (1999)